# 煤煙色粒鯰
煤煙色粒鯰，為輻鰭魚綱鯰形目粒鯰科的其中一種，為熱帶淡水魚，分布於亞洲柬埔寨湄公河流域，體長可達2.2公分，棲息在溪流中水生植物根部，生活習性不明。